# بنكسية صوفية
بنكسية صوفية (الاسم العلمي: Banksia lanata) هي نوع نباتي يتبع جنس البنكسية من فصيلة البروطية.